# Alpha, Illinois
Alpha är en ort i Henry County i delstaten Illinois, USA.